# Anna Jermakowa-Lunjowa
Anna Wolodymyrjiwna Jermakowa-Lunjowa (ukrainisch Анна Володимирівна Єрмакова-Луньова; * 1. Oktober 1991 in Merefa als Anna Lunjowa) ist eine ehemalige ukrainische Leichtathletin, die sich auf den Weitsprung spezialisiert hat.

## Sportliche Laufbahn
Erste internationale Erfahrungen sammelte Anna Jermakowa-Lunjowa im Jahr 2010, als sie bei den Juniorenweltmeisterschaften im kanadischen Moncton mit einer Weite von 6,06 m den fünften Platz belegte. 2016 verpasste sie bei den Europameisterschaften in Amsterdam mit 6,20 m den Finaleinzug und anschließend nahm sie an den Olympischen Sommerspielen in Rio de Janeiro teil, bei denen sie mit 6,15 m in der Qualifikationsrunde ausschied. 2020 belegte sie bei den Balkan-Meisterschaften in Cluj-Napoca mit 6,01 m den sechsten Platz und 2023 beendete sie ihre aktive sportliche Karriere im Alter von 31 Jahren.